# 錦柏苑
錦柏苑（英語：Kam Pak Court）是香港房屋委員會的綠表置居計劃屋苑之一，位於新界馬鞍山恆泰路2號，鄰近欣安邨。
屋苑總體由房屋署總建築師（5）設計，承建商為中國建築，預計2026年7月31日竣工。

## 屋苑資料

### 樓宇
屋苑共設三座，提供1,896伙。面積介乎於184至473平方呎。
| 樓宇名稱（座號） | 樓宇類型              | 落成年份 | 樓宇層數 （住宅層數） | 每層伙數              | 每座單位總數（伙） | 建築師              | 承建商                      | 提供升降機的廠商 | 欣安邨期數 |
| ---------------- | --------------------- | -------- | --------------------- | --------------------- | ------------------ | ------------------- | --------------------------- | ---------------- | ---------- |
| 柏歡閣（A座）    | 非標準設計大廈（Z型） | 2026年   | 46（41）              | 16（2-20樓、22-43樓） | 656                | 房屋署總建築師（5） | 中國建築 （地基為金門建築） | 通力             | 2          |
| 柏悅閣（B座）    | 非標準設計大廈（V型） | 2026年   | 43（40）              | 15                    | 600                | 房屋署總建築師（5） | 中國建築 （地基為金門建築） | 通力             | 2          |
| 柏康閣（C座）    | 非標準設計大廈（Y型） | 2026年   | 42（40）              | 16                    | 640                | 房屋署總建築師（5） | 中國建築 （地基為金門建築） | 通力             | 2          |

此屋苑於「綠置居2022」出售，2022年9月尾接受申請，同年第四季攪珠，其後於2023年3月起進行揀樓。
然而，在揀樓結束後，此屋苑仍有106個開放式單位未售，將列入「綠置居2023」出售。

### 設施
此屋苑設有地庫停車場，另A座一樓設有基督教康山中英文幼稚園之新校舍，於2025年完成分配。

## 興建圖集

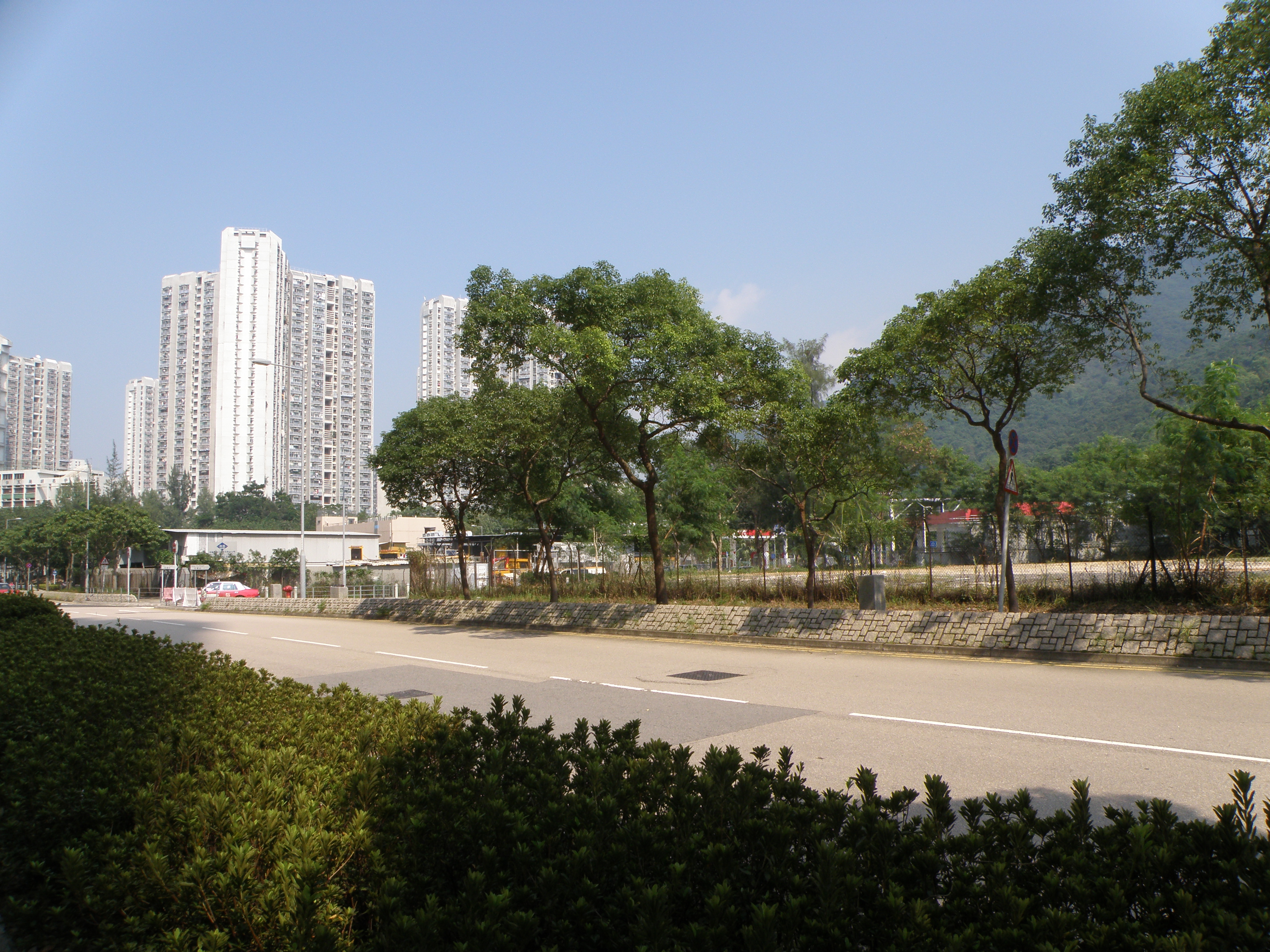
施工前用地，2015年
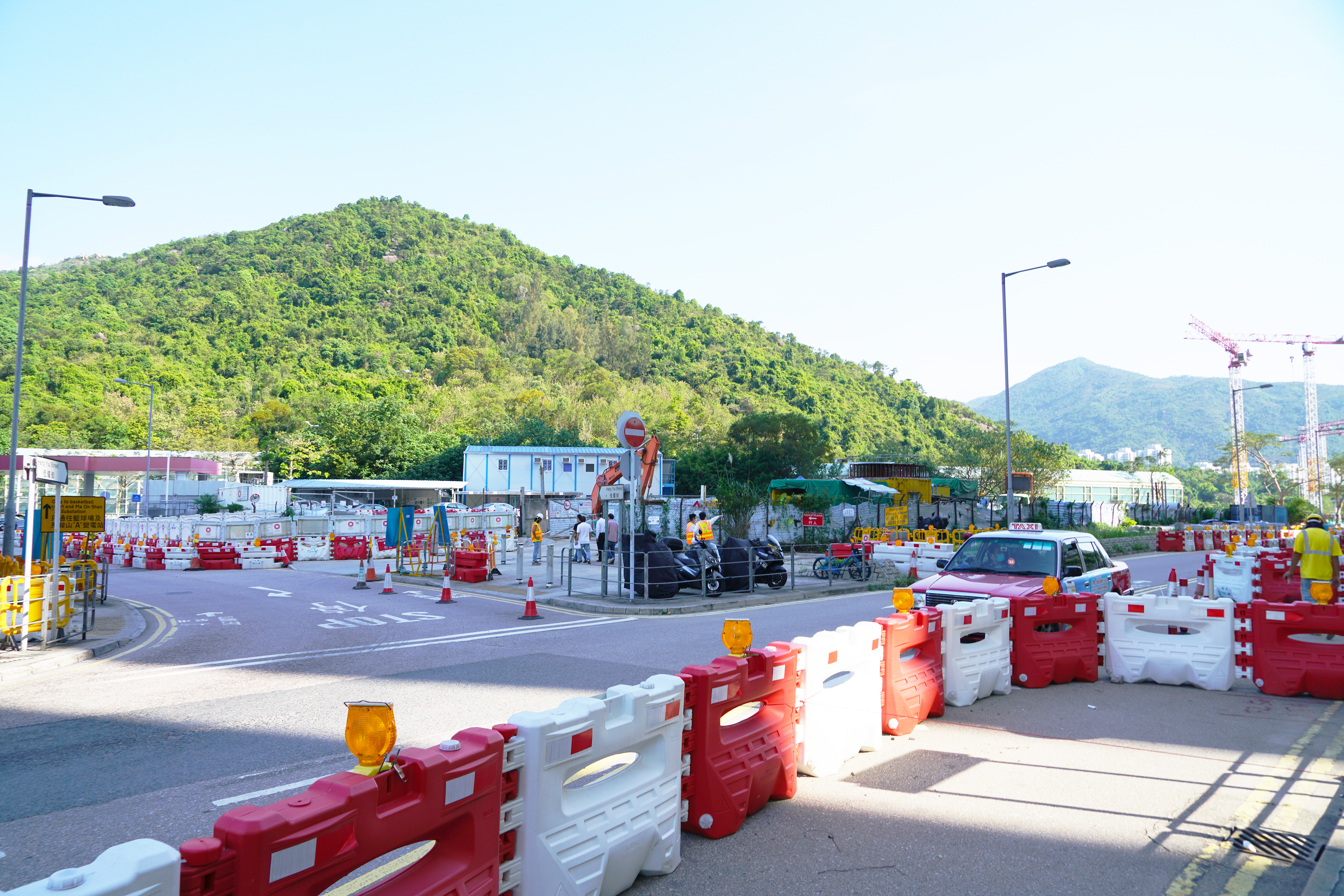
前期改道工程，2020年4月
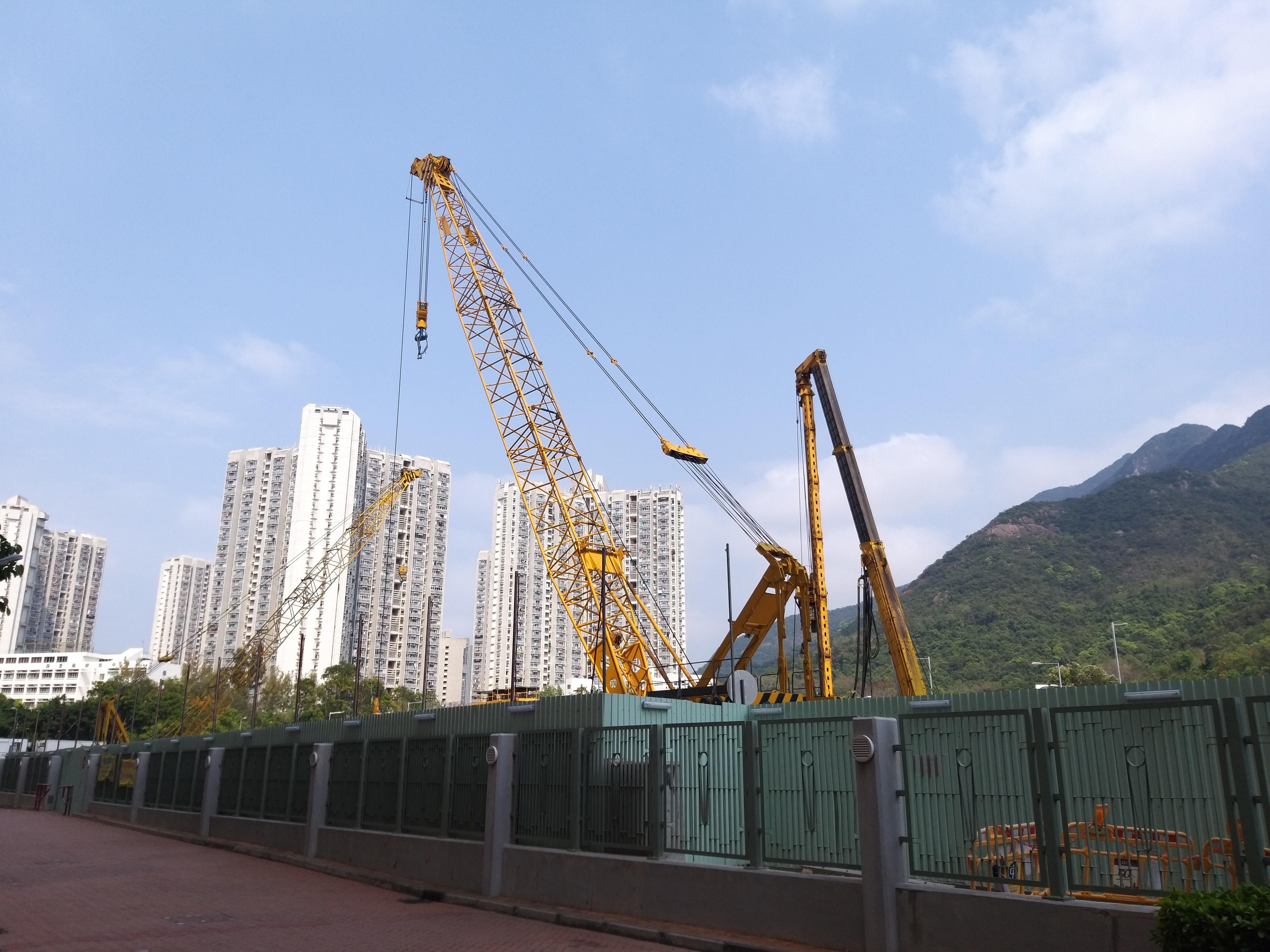
地基工程剛動工，2021年3月
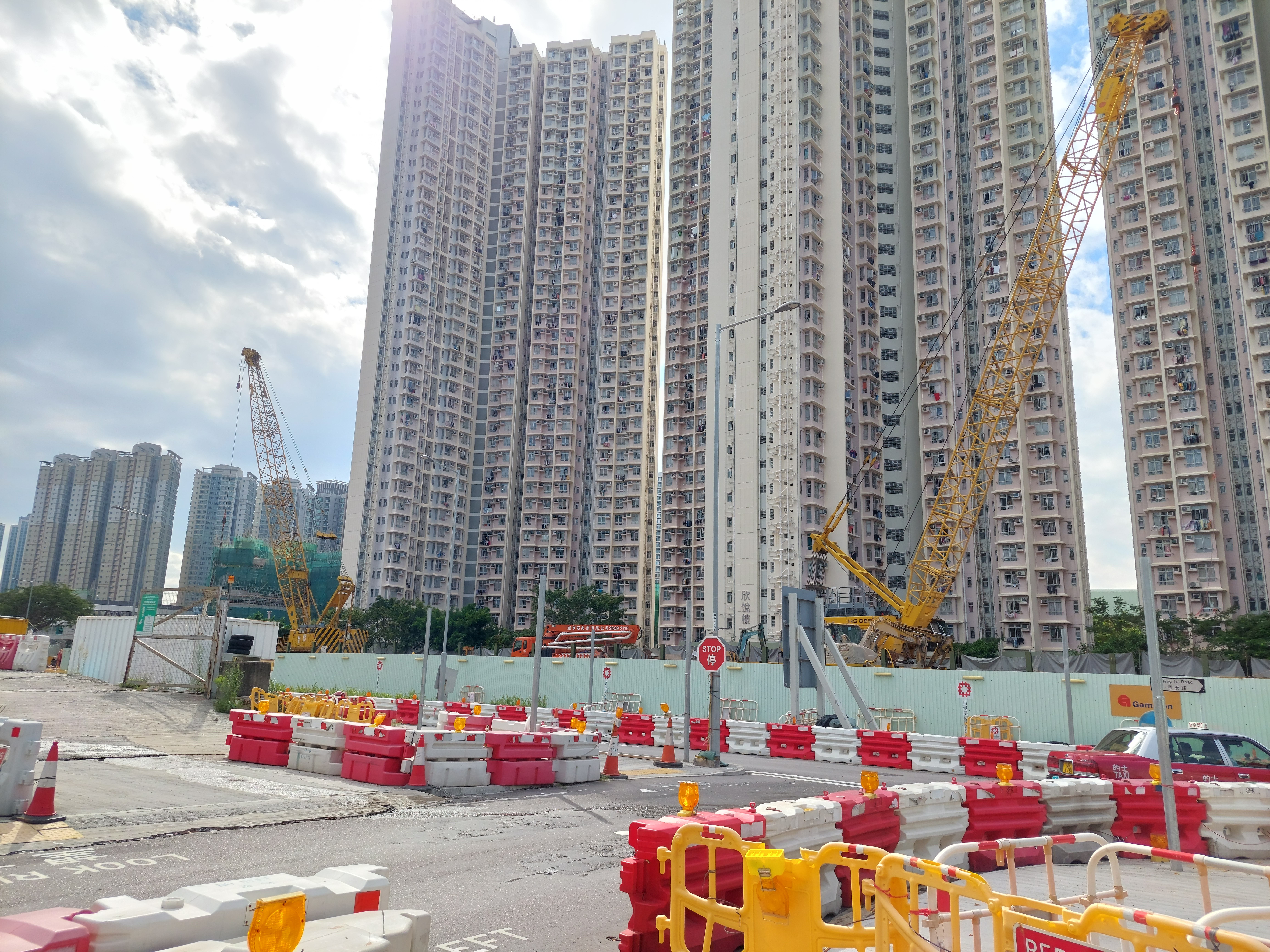
正挖掘地庫，2022年10月
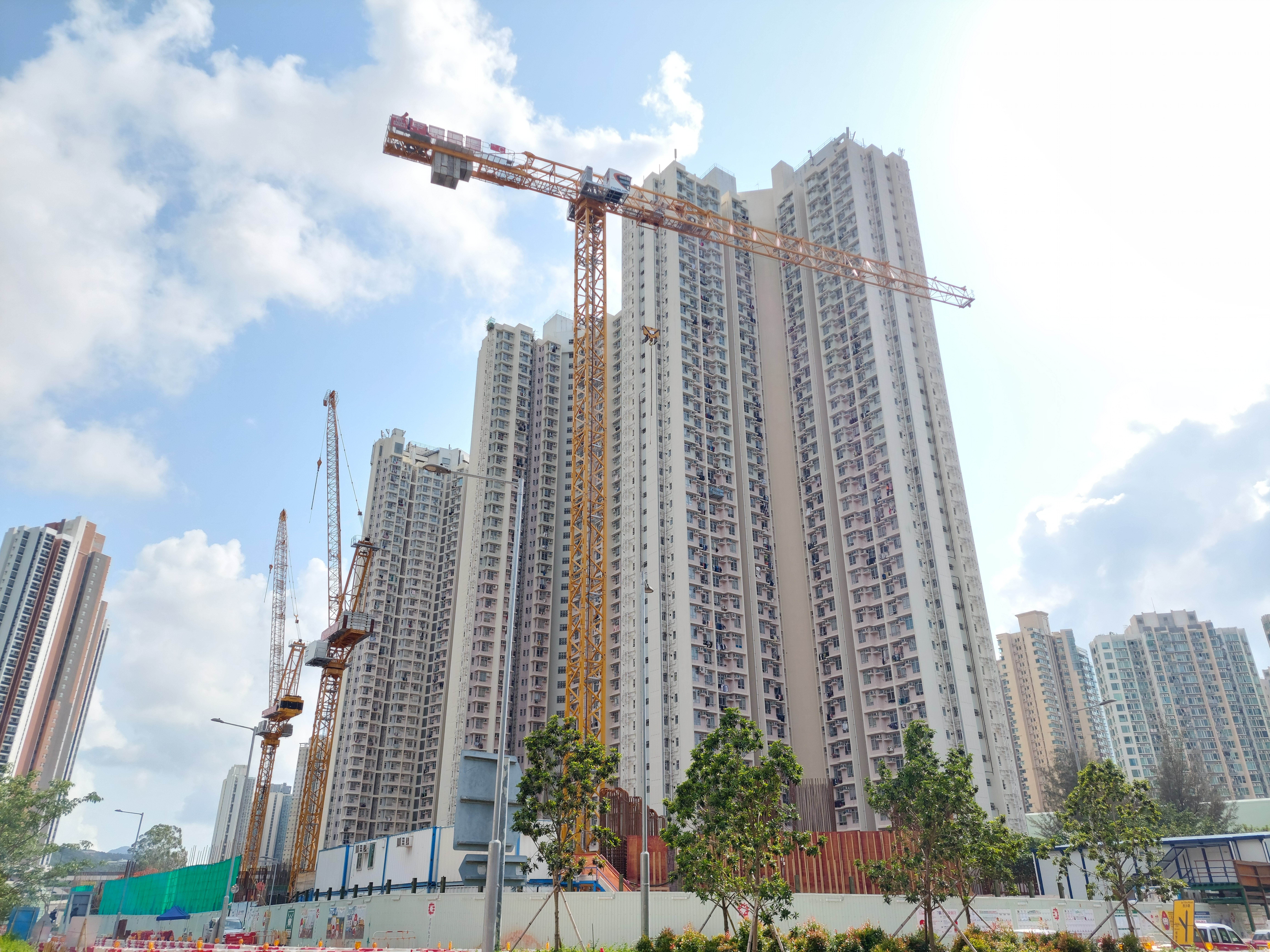
2023年5月
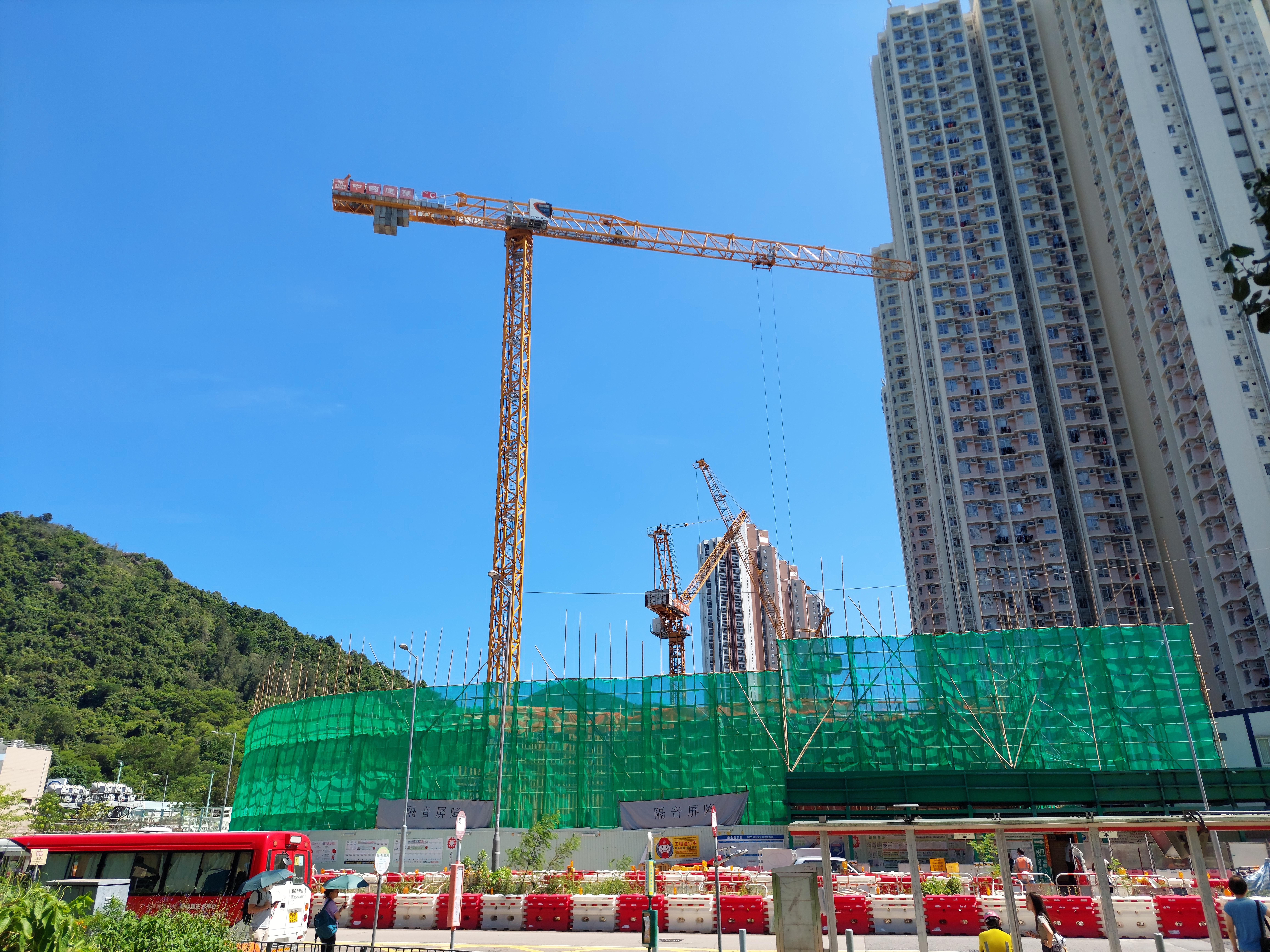
2023年7月
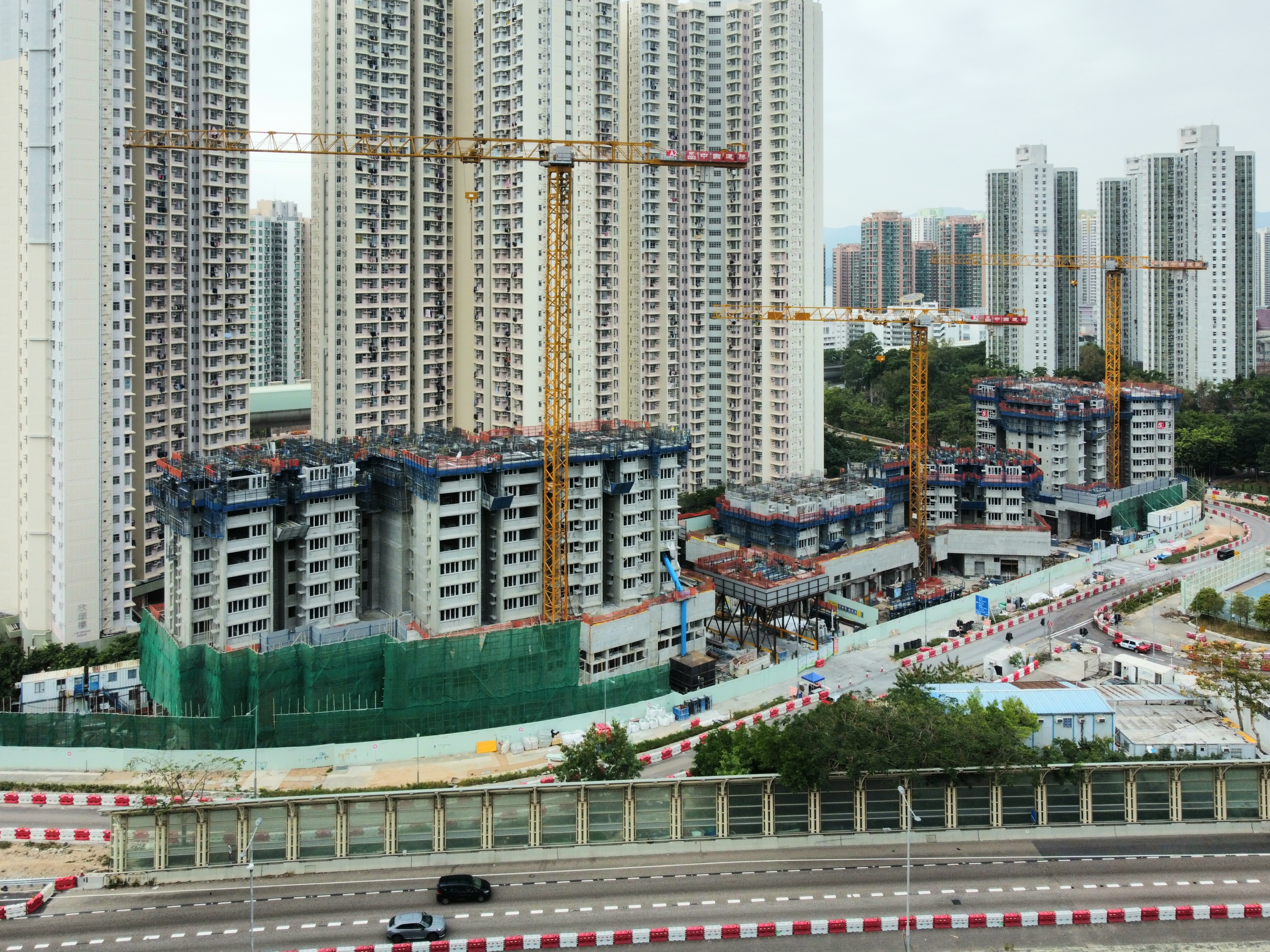
2024年1月
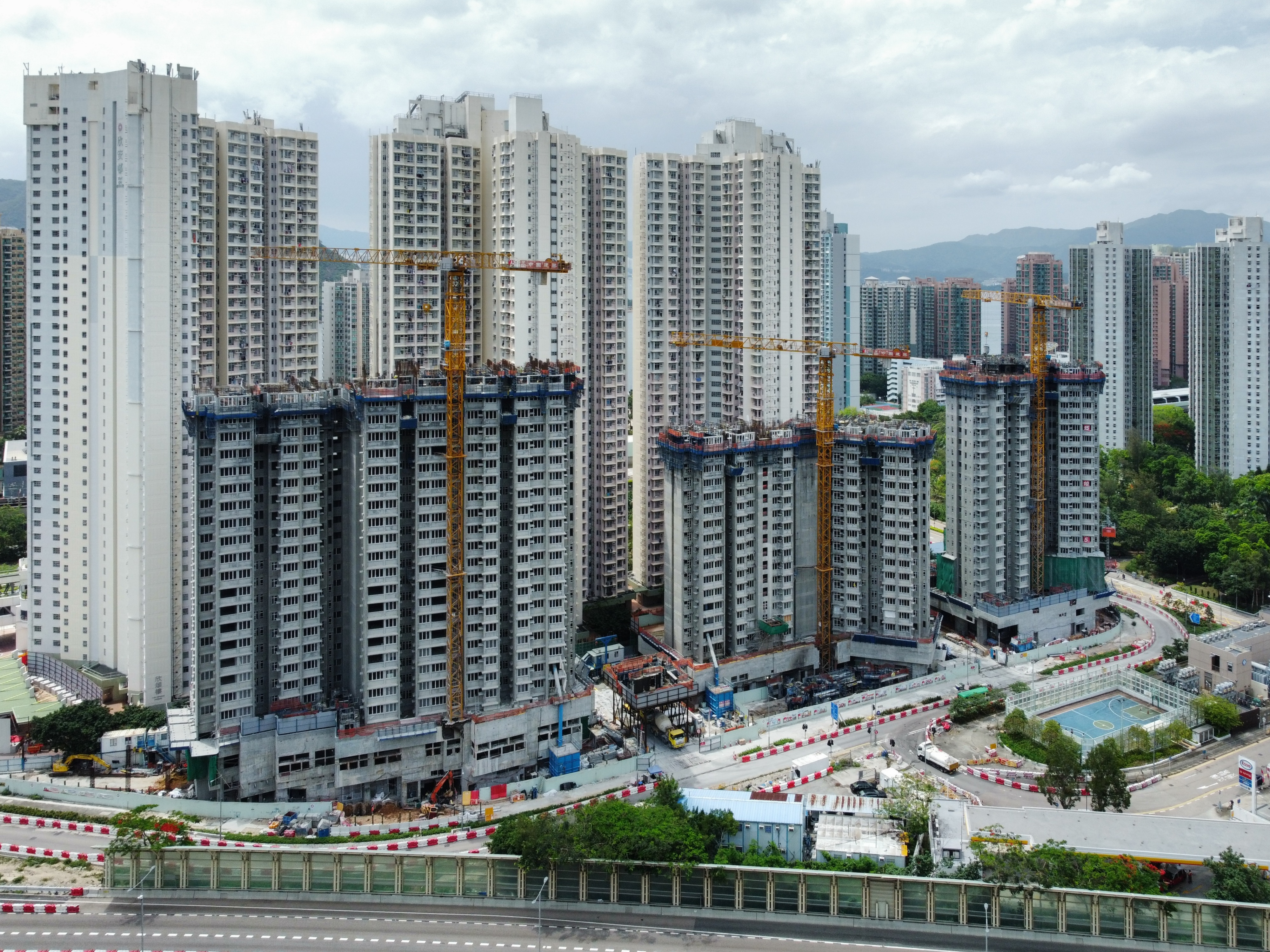
2024年5月
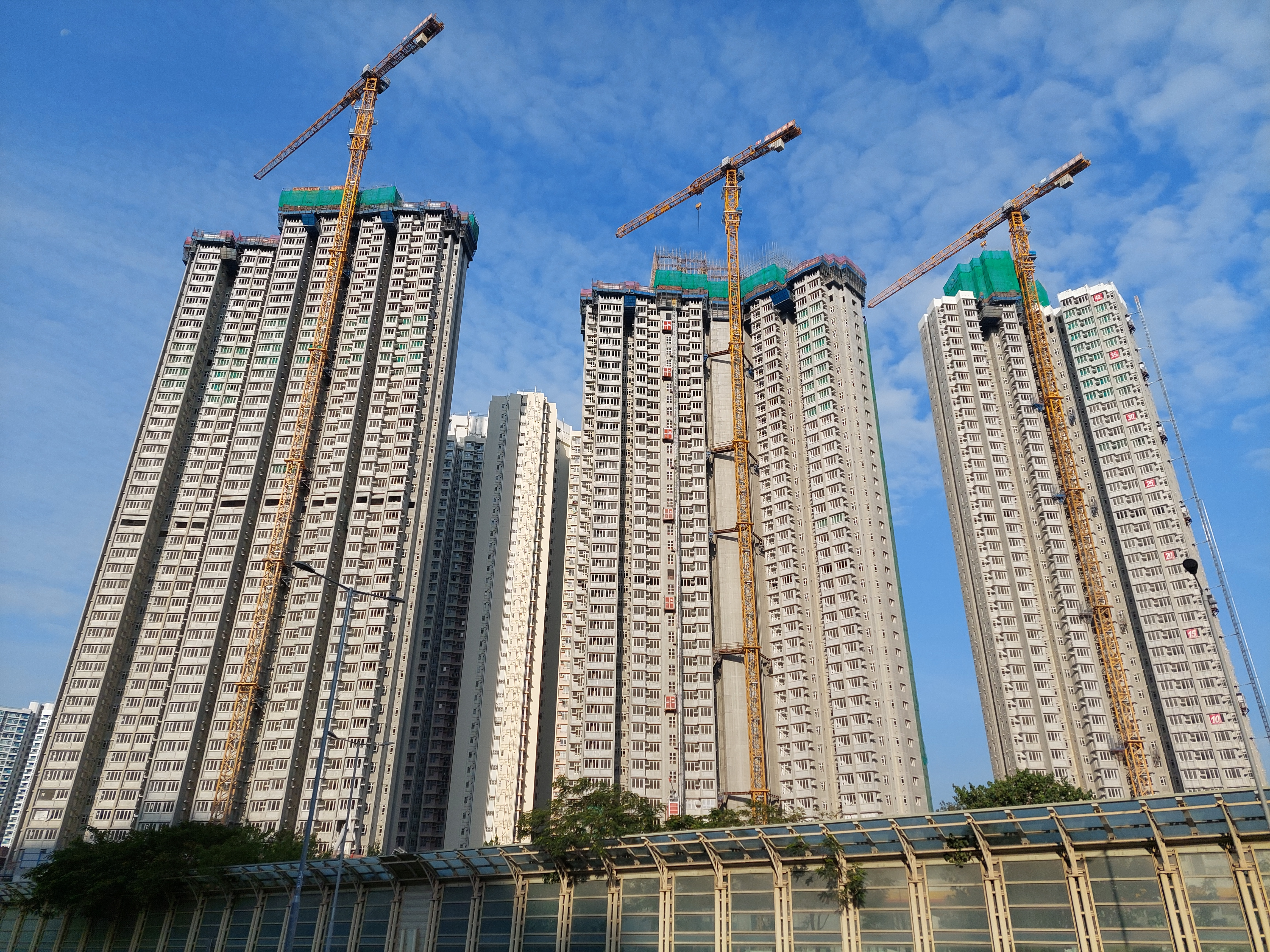
即將封頂，2024年12月

## 軼事及事件
- 2021年10月23日，香港工程師學會岩土分部代表團參觀時稱「欣安邨二期」的錦柏苑地盤，並向金門建築代表瞭解該等樓宇的地基建造工序[5]。

## 鄰近建築
- 欣安邨
- 錦駿苑
- 恒安邨及錦鞍苑
- 天宇海
- We Go MALL